# SC Comet Kiel
SC Comet Kiel was een Duitse voetbalclub uit Kiel, in de deelstaat Sleeswijk-Holstein.
De club werd opgericht in 1912 en speelde in de schaduw van de grotere clubs uit Kiel. Tijdens de Tweede Wereldoorlog slaagde de club er in om enkele seizoenen in de hoogste klasse te spelen. In 2010 degradeerde de club uit de Schleswig-Holstein-Liga.
In het seizoen 2012-13 speelde Comet in een Spielgemeinschaft (SG) met SV Ellerbek in de Verbandsliga Nord-Ost. In mei 2013 vond de fusie van de beide verenigingen plaats en ging de club verder onder de naam SVE Comet Kiel.